# Weh Tenang Uken
Weh Tenang Uken is een bestuurslaag in het regentschap Bener Meriah van de provincie Atjeh, Indonesië. Weh Tenang Uken telt 1539 inwoners (volkstelling 2010).